# Hvězdlice
Hvězdlice é uma comuna checa localizada na região de Morávia do Sul, distrito de Vyškov.